# Goniothalamus catanduanensis
Goniothalamus catanduanensis är en kirimojaväxtart som beskrevs av Eduardo Quisumbing y Argüelles. Goniothalamus catanduanensis ingår i släktet Goniothalamus och familjen kirimojaväxter. Inga underarter finns listade i Catalogue of Life.